# Stèle de Lepontius
La stèle de Lepontius est une stèle funéraire d'époque romaine découverte en 1737 à Strasbourg, en France. Elle est conservée au Musée archéologique de Strasbourg.

## Histoire

### Datation de la nécropole antique
L'artefact est daté du IVe siècle.

### Redécouverte

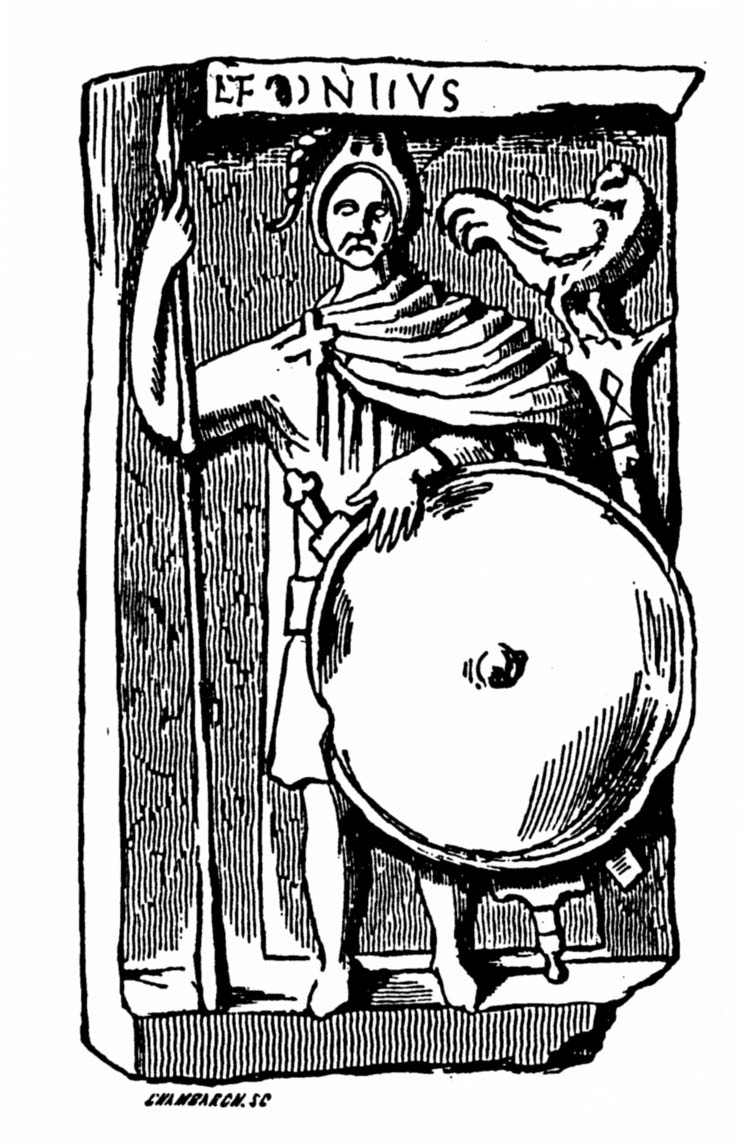
Représentation de la stèle datée 1859.

L'artefact a été retrouvé sur le site de l'ancienne mairie, rue Brûlée. Il entre dans les collections de Jean-Daniel Schoepflin puis dans les collections de la ville dès 1771. Un moulage est réalisé pour le musée des antiquités nationales de Saint-Germain-en-Laye.
L'original est détruit lors de l'incendie pendant le siège de la ville en 1870 lors de la guerre franco-allemande, qui détruit également l'Hortus Deliciarum. Un moulage fait depuis office d'original.

## Description
La stèle est en grès rouge et mesure 1,1 m de long sur 0,58 m de large.
Le personnage est un soldat représenté debout. Il porte un casque, un manteau. Il est armé d'une lance, une épée longue et tient à ses côtés un bouclier. A sa gauche se trouve un coq, une enseigne.

## Inscription
Le seul mot parvenu est LEPONTIUS.

### Ouvrages généraux
- Jean-Jacques Hatt, Sculptures antiques régionales. Musée archéologique de Strasbourg, coll. « Inventaire des Collections publiques françaises » (no 9), 1964. .
- Bernadette Schnitzler, « Un faux...devenu vrai », ITEMS,‎ 30 octobre 2019 (lire en ligne).
- Bernadette Schnitzler, « Fêtes romaines collectives dans le camp légionnaire d’Argentorate », Revue d’Alsace [En ligne], 141 | 2015, mis en ligne le 01 octobre 2018, consulté le 11 juin 2025. URL : http://journals.openedition.org/alsace/2363 ; DOI : https://doi.org/10.4000/alsace.2363